# Cordillera de Lique
Die Cordillera de Lique (auch Lique Lique genannt) ist ein Gebirgszug in Bolivien, das das Departamento Chuquisaca im Westen von dem Departamento Potosí trennt, genauer die Provinz Nor Cinti in Chuquisaca von der Provinz Nor Chichas in Potosí. Dieses an seinen höchsten Punkten fast 5000 Meter hohe Gebirge ist kaum erforscht.